# Medeama SC
Medeama Sporting Club w skrócie Medeama SC – ghański klub piłkarski grający w pierwszej lidze ghańskiej, mający siedzibę w mieście Tarkwa. Do 2011 roku występował pod nazwą Kessben FC.

## Sukcesy
- Puchar Ghany[2]:
  - zwycięstwo (2): 2013, 2015.

- Superpuchar Ghany[2]:
  - zwycięstwo (1): 2015.

## Występy w afrykańskich pucharach
| Sezon | Rozgrywki           | Runda    | Kraj             | Klub            | Dom | Wyjazd | Dwumecz      |
| ----- | ------------------- | -------- | ---------------- | --------------- | --- | ------ | ------------ |
| 2014  | Puchar Konfederacji | 1        | Gwinea Równikowa | The Panthers FC | 2–0 | 2–1    | 4–1          |
| 2014  | Puchar Konfederacji | 2        | Maroko           | Maghreb Fez     | 3–0 | 1–2    | 4–2          |
| 2014  | Puchar Konfederacji | 3        | Zambia           | ZESCO United    | 2–0 | 0–1    | 2–1          |
| 2014  | Puchar Konfederacji | play-off | Kongo            | AC Léopards     | 2–0 | 0–2    | 2–2 (k. 4–5) |

## Stadion
Domowe mecze klub rozgrywa na stadionie o nazwie TNA Park w Tarkwie, który może pomieścić 5000 widzów.

## Reprezentanci kraju grający w klubie od 2005 roku
Stan na marzec 2024.
| - Benjamin Abaidoo - Mohammed Abass - Godwin Ablordey - Foli Adade - Daniel Adjei - Kwabena Adusei - Louis Agyemang - Prince Opoku Agyemang - James Akaminko - Malik Akowuah - Theophilus Anobaah - Ofosu Appiah - Nathaniel Asamoah - Vincent Attingah - Ekow Benson - Justice Blay - Kennedy Boateng | - Kwame Boateng - Francis Coffie - Kwasi Donsu - Abdul Fatawu Hamidu - Eric Gawu - Michael Helegbe - Joe Hendricks - Hans Kwofie - Richard Mpong - Zakaria Mumuni - Rashid Nortey - Kasim Nuhu - Ransford Osei - Derrick Sasraku - Jonathan Sowah - Patrick Yeboah - Ahmed Touré |